# Platja de la Ribera (Port de la Selva)
La platja de la Ribera, o platja del Port de la Selva, és una platja urbana del municipi del Port de la Selva (Alt Empordà) situada a la badia del Port de la Selva, que constitueix un refugi natural. S'estén al llarg de la població, flanquejada per un passeig marítim arbrat, des del Port del Port de la Selva a llevant, fins a la riera de la Selva, que la separa de la platja de l'Erola, a ponent. Té una longitud de 522 m i una amplada mitjana de 30 m, de sorra de gra mitjà i un pendent d'entrada a l'aigua suau. Disposa de dutxes, vigilància, servei de neteja, quiosquet, lloguer de caiacs i, al passeig marítim, nombrosos bars i restaurants. Hi ha un aparcament a peu de platja i unes rampes, per la qual cosa resulta de fàcil accés per a persones amb mobilitat reduïda. Disposa d'una àrea per a gossos.
L'Agència Catalana de l'Aigua efectua un control setmanal de la qualitat de l'aigua, durant la temporada de bany, amb el resultat d'excel·lent. Està guardonada amb la Bandera Blava, que reconeix internacionalment la qualitat de l'aigua i serveis.
El nom de la Ribera li ve del fet que forma part del desguàs natural de la Ribera de Rubiés, riera sobre la que es va construir el Pont Vell.